# San Francisco (Veraguas)
San Francisco è un comune (corregimiento) della Repubblica di Panama situato nel distretto di San Francisco, provincia di Veraguas, di cui è capoluogo. Si estende su una superficie di 73,1 km² e contava al 2010 una popolazione di 2 283 abitanti.